# Музейна експозиция „Енчо Пиронков“
Музейната експозиция „Енчо Пиронков“ на Градската художествена галерия в Пловдив излага множество творби на художника Енчо Пиронков.
Разположена е в голяма обновена възрожденска къща. Освен като изложба дворът и стая се използват и като място за провеждане на обучение по рисуване на деца.
Адрес: Пловдив, ул. „В. Кънчев“ № 1 (Стария град). Тел.: +359 32 638055.